# 마리스
마리스(Maris, 그리스어: Μάρις)는 4세기 칼세돈의 주교이자 아리우스주의의 저명한 지지자였다.
325년 니케아 공의회에 참석한 사람으로 역사에 가장 잘 알려져 있다. 그는 그 공의회의 아리우스 주교 중 한 사람이었다. 그는 결국 다른 아리우스주의 지지자인 바르샤의 조피루스, 니코메디아의 유세비우스, 니케아의 테오그니스와 함께 니케아 신경에 서명했다. 그는 다른 세 명의 아리우스주의 주교와 함께 추방되었다.
그는 또한 362년에 눈이 멀게 된 후 반기독교 황제 배교자 줄리안과 대면한 것으로도 유명하다. 그는 "당신의 얼굴을 볼 수 있는 능력을 제게 박탈해 주신 하나님께 감사드린다."라고 대답했다.